# Carry me into the sun
|  | Denne artikel er oprettet af botten PalnaBot ud fra en ekstern database. Den kan derfor have sproglige fejl eller mangler. Denne skabelon kan fjernes efter kontrol af indholdet. |

Carry me into the sun er en film instrueret af Sort Sol efter manuskript af Performancegruppen Værst.

## Handling
En garage-rock-hjemme-video. Videoen består bevidst kun af en scene og en kameraindstilling, der autonomt kører ved siden af musikken. Scenens suggestive monotoni skal henlede tilskuerens opmærksomhed på musikken. Vi har ikke set det som vores opgave at pakke nummeret ind i en visuel misk-mask for på den måde at sælge!